# Köseçobanlı, Gülnar
Köseçobanlı là một xã thuộc huyện Gülnar, tỉnh Mersin, Thổ Nhĩ Kỳ. Dân số thời điểm năm 2011 là 2.672 người.